# Ядвига Йенджейовска
Ядвига Йенджейо̀вска, по мъж Галерт(на полски: Jadwiga Jędrzejowska) е полска тенисистка, финалистка в игра поединично на Уимбълдън през 1937 година, в първенството на САЩ през 1937 година, в първенството на Франция през 1939 година, победител в първенството на Франция на двойки през 1939 година, многократен шампион на Полша.

## Биография
Родена е на 15 октомври 1912 г. на улица „Паркова“ 3 и произхожда от бедно работническо семейство. Започва да играе тенис на 10-годишна възраст на тенис кортовете в парка в Краков. Основните ѝ спаринг партньори са мъже, предимно студенти и професори от Ягелонския университет. В междувоенния период тя е една от малкото, които се състезават под собственото си име. През 1931 г. полага зрелостни изпити.

### Кариера
На 13-годишна възраст, въпреки съпротивата на Ванда Дубенска и Мария Бонецка, тя става член на тенис секцията на Академичен спортен съюз Краков. На 16-годишна възраст печели шампионата за двойки заедно със Станислава Гроблевска, побеждавайки Вера Рихтерувна. През 1931 г. на турнира в Париж губи от световната шампионка Елизабет Райън. През февруари 1932 г. Полската федерация по тенис финансира престоя ѝ на Френската ривиера, където получава възможност да тренира преди летния сезон. През 1934 г. получава предложение от Легия Варшава да смени цвета си и се премести в столицата. Освен тренировките, тя започва и работа като представител на компанията Dunlop, чиито ракети използва..През 1935 г. побеждава Симон Матийо и Хелън Джейкъбс. През 1936 г. достига до полуфинала на Уимбълдън, побеждавайки Кей Стамърс, а през 1937 г. отново е на финала на същия турнир. Губи първия сет на финалния мач с 2:6 и спечели втория в същото съотношение. В решаващия трети сет, при 5:5, тя губи с 5:7. През 1938 г., по покана на Американската тенис асоциация, участва в Откритото първенство на САЩ, като също достига до финала. През същата година Полската федерация по тенис ѝ присъжда титлата шампион на Полша, без да организира турнир, поради факта, че не може да стартира. През 1939 г. тя отново достига до финала на турнира „Ролан Гарос“ на сингъл и печели на двойки.

## Военни години
По време на окупацията се включва в нелегалната дейност в гостилница „Pod kogutem“ на улица „Ясна“. След като през 1940 г. гостилницата е затворена, тя получава работа в една от варшавските обувни фабрики. Въпреки многобройните предложения да напусне страната, отправени и от страна на американското посолство и от страна на шведския крал Густав V, тя остава в Полша. Когато Германия ѝ предлага да играе на територията на Третия райх, заявява, че е приключила с тенис кариерата си. След избухването на Варшавското въстание се отправя към Жирардов.

## Следвоенен период
След края на войната се премества в Бидгошч. Продължава професионалната си кариера като същевременно започва и кариера на треньор. Омъжва се за Алфред Галерт и се премества в Катовице, Силезия.
В периода 1927 – 1966 завоюва 62 титли на национален шампион (23 на сингъл, 14 по двойки и 25 смесено) и триумфира 27 пъти в полски международни първенства.
Славата си обаче извоюва предимно на световните кортове, което е най-големият успех в историята на полския тенис чак до 2020 г., когато титлата печели Ига Швьонтек. На полуфинала Йенджейовска побеждава Алис Марбъл (шампионка на Уимбълдън две години по-късно), а на финала води срещу британката Дороти Рунд с 4:1 и 30:15 в решаващия сет, за да загуби в крайна сметка с 2:6, 6:2, 5:7. През 1939 г. тя достига и до третия си финал на сингъл в турнира на „Ролан Гарос“, като губи от французойката Симон Матийо с 3:6, 6:8.
Единствената си титла от Големия шлем печели през 1939 г. в шампионата на Франция, където играе на финала за двойки заедно с Матийо, същата състезателка, от която губи на финала на сингъл. Полско-френската двойка се оказва по-добра в решаващия мач от двойката Alice Florian и Hella Kovac и печели със 7:5, 7:5. На същия турнир през 1936 г. Йенджейовска достига до финала на двойки заедно със Сюзан Ноел, като губят в три сета (6:2, 4:6, 4:6). Единственият път в следвоенния период, когато Ядвига Йенджейовска достига до финал на турнир от Големия шлем, е през 1947 г., също на първенството на Франция, но този път на смесени двойки, играейки в тандем с румънеца Кристя Каралулис; като за съжаление губят 0:6, 0:6 от двойката Ерик Стърджис и Шийла Пиърси Съмърс.
Освен в турнирите от Големия шлем тя постига успехи и в състезания от малко по-нисък ранг. На сингъл печели шампионата в Лондон, международните първенства на Унгария, Австрия, Северна Ирландия и Уелс. Печели и престижния италиански международен шампионат за смесени двойки в Рим в двойка с известния австралийски тенисист и треньор Хари Хопман. През 1936 г. заема 6. място в световната ранглиста, а от 1937 до 1939 г. – 5. място.
Международната ѝ кариера е прекъсната от Световната война; прекарва окупационния период в Полша, без да играе тенис. Изкарва прехраната си, като работи в заведение за хранене. Както самата тя споменава по-късно – отказва предложение да играе в Германия, като заявява, че вече е приключила спортната си кариера. В действителност обаче продължава изявите си след 1945, постигайки поредни успехи както в страната, така и в чужбина. През септември 1950 печели международния шампионат в Румъния, побеждавайки Ирмина Поплавска. През 1953 г. става треньор в „Стал“ Катовице. Печелейки поредните титли от полското първенство през 60-те години на миналия век, става пример за изключително спортно дълголетие. През 1956 г. губи финала на полското първенство на сингъл от Зузана Ричкувна. През 1968 г. прекратява спортната си кариера.
През 1955 излизат нейните спомени „Родих се на корта“ (Urodziłam się na korcie).
Умира в Катовице от рак на ларинкса. Погребана е на Раковицкото гробище в Краков (парцел LXXIII-19-14).

## Ордени и награди
- Кавалерски кръст на Ордена на Възраждане на Полша
- Сребърен Кръст за заслуги (19 март 1937)[8]

## Отличия
През 1936 и 1937 Ядвига Йенджейовска триумфира в класацията на „Przegląd Sportowy“. Лауреатка е на Голямата почетна спортна награда (1937). На 14 февруари 1938 получава Държавната спортна награда за 1937 година. Йенджейовска е първата получила в Полската народна република титлата „Заслужил майстор на спорта“. През 1977 става третата (след Станислав Марушар и Валдемар Башановски) лауреатка на наградата Януш Кусочински, присъждана за спортна и гражданска позиция.